# Our Common Heritage
Our Common Heritage – Great Poems Celebrating Milestones in the History of America – album nagrań gramofonowych autorstwa artystów celebrujących amerykańskie ideały i motywy patriotyczne. Są to: Bing Crosby, Brian Donlevy, Agnes Moorehead, Fredric March, Walter Huston oraz Pat O’Brien. Album został zredagowany przez Louisa Untermeyera i wydany przez Decca Records.

## Lista utworów
Utwory znalazły się na 8-płytowym zestawie płyt o prędkości 78 obr./min, Decca Album No. A-536.
Płyta 1: (40030)
1. „The American Flag”, nagrany 17 grudnia 1945 roku przez Briana Donlevy'ego z Victorem Youngiem i jego orkiestrą
2. „Columbus”, nagrany 17 grudnia 1945 roku przez Briana Donlevy'ego z Victorem Youngiem i jego orkiestrą

Płyta 2: (40031)
1. „Barbara Frietchie”, nagrany 23 stycznia 1946 roku przez Agnes Moorehead z Victorem Youngiem i jego orkiestrą
2. „Landing of the Pilgrim Fathers”, nagrany 23 stycznia 1946 roku przez Agnes Moorehead z Victorem Youngiem i jego orkiestrą

Płyta 3: (40032)
1. „Paul Revere's Ride”, nagrany 11 czerwca 1946 roku przez Fredrica Marcha z Victorem Youngiem i jego orkiestrą
2. „Paul Revere's Ride”, nagrany 11 czerwca 1946 roku przez Fredrica Marcha z Victorem Youngiem i jego orkiestrą

Płyta 4: (40033)
1. „Hail, Columbia”, nagrany 31 października 1944 roku przez Waltera Hustona z Victorem Youngiem i jego orkiestrą
2. „Warren’s Address to American Soldiers (17 czerwca 1775) / Concord Hymn”, nagrany 1 listopada 1944 przez Waltera Hustona z Victorem Youngiem i jego orkiestrą

Płyta 5: (40034)
1. „America”, nagrany 12 września 1943 roku przez Pata O'Briena z Victorem Youngiem i jego orkiestrą
2. „Sheridan’s Ride”, nagrany 14 czerwca 1946 roku przez Pata O'Brien z Victorem Youngiem i jego orkiestrą

Płyta 6: (40035)
1. „The Star-Spangled Banner”, nagrany 15 sierpnia 1946 roku przez Binga Crosby'ego z Victorem Youngiem i jego orkiestrą
2. „Old Ironsides”, nagrany 15 sierpnia 1946 roku przez Binga Crosby'ego z Victorem Youngiem i jego orkiestrą

Płyta 7: (40036)
1. „Nancy Hanks”, nagrany 23 stycznia 1946 roku przez Agnes Moorehead z Victorem Youngiem i jego orkiestrą
2. „Lincoln, Man of the People”, nagrany 16 maja 1946 roku przez Waltera Hustona i Lehman Engel Orchestra

Płyta 8: (40037)
1. „Abraham Lincoln Walks at Midnight”, nagrany 16 maja 1946 roku przez Waltera Hustona i Lehman Engel Orchestra
2. „O Captain! My Captain!”, nagrany 16 maja 1946 roku przez Waltera Hustona i Lehman Engel Orchestra